# Euonyx coecus
Euonyx coecus is een vlokreeftensoort uit de familie van de Uristidae. De wetenschappelijke naam van de soort is voor het eerst geldig gepubliceerd in 1933 door Pirlot.